# Internationale Schwarzmeer-Universität
Die Internationale Schwarzmeer-Universität (georgisch შავი ზღვის საერთაშორისო უნივერსიტეტი; en: International Black Sea University, IBSU) ist eine 1995 gegründete Universität in Tiflis, der Hauptstadt Georgiens.

## Fakultäten
- Business Management
- Social Sciences
- Education and Humanities
- Computer Technology and Engineering